# Marató de TV3 contra les malalties neurodegeneratives
La Marató de TV3 contra les malalties neurodegeneratives és l'edició de la Marató de TV3 celebrada el 15 de desembre de 2013 dedicada a la lluita contra les malalties neurodegeneratives, com la malaltia d'Alzheimer, la malaltia de Parkinson, l'esclerosi lateral amiotròfica i l'esclerosi múltiple, entre d'altres. Núria Solé i Roger de Gràcia en són els presentadors. El mateix dia Sílvia Cóppulo presenta un programa especial d'El suplement, de 8h a 14h, dedicat a les malalties neurodegeneratives.
L'eslògan d'aquesta edició és «La solidaritat no degenera» i un dels espots que anuncia la gala solidària el protagonitza un malalt de Parkinson que dibuixa amb gran dificultat un telèfon amb el número de la Marató de TV3. Els responsables del programa van afirmar que l'objectiu és divulgar i sensibilitzar «de manera molt senzilla però amb rigor quines són les malalties neurodegeneratives i com afecten».
L'edició d'El disc de La Marató 2013, dirigida per Àngel Lacalle, va comptar amb la participació de 32 artistes, 7 dels quals cantaven per primer cop en català. El llibre de La Marató va arribar a la seva sisena edició amb una tirada d'11.000 exemplars.
La Marató va començar a les deu del matí. L'evolució del marcador és la següent:
| Núm | Hora       | Recaptació   | Notes                                      |
| --- | ---------- | ------------ | ------------------------------------------ |
| 1   | 10:13      | 301.953 €    | Inici de la Marató                         |
| 2   | 11:45      | 513.789 €    |                                            |
| 3   | 13:26      | 671.992 €    |                                            |
| 4   | 14:20      | 1.035.119 €  | Pausa del programa pel Telenotícies migdia |
| 5   | 15:51      | 1.215.774 €  |                                            |
| 6   | 17:32      | 1.808.948 €  |                                            |
| 7   | 18:44      | 2.635.704 €  |                                            |
| 8   | 20:37      | 4.005.197 €  | Pausa del programa pel Telenotícies Vespre |
| 9   | 21:56      | 5.176.243 €  |                                            |
| 10  | 23:37      | 7.204.195 €  |                                            |
| 11  | 00:25      | 8.907.175 €  |                                            |
| 12  | 01:15      | 9.550.109 €  | Xifra en el moment de tancar el marcador   |
|     | 06/05/2014 | 11.848.986 € | Tancament definitiu del marcador al maig   |

## El disc de la Marató 2013
La proposta musical és la mateixa de cada edició: adaptar al català cançons d'estils i gèneres diferents, com diferents són els estils dels intèrprets. Les cançons parlen i es dibuixen tant en situacions com en paraules que tenen sentit a l'entorn específic de La Marató d'enguany, com record, memòria, consciència, oblit, identitat...
| Núm | Grup                                            | Cançó                          |
| --- | ----------------------------------------------- | ------------------------------ |
| 1   | Santiago Auserón, Dani Nel·lo i Francesc Pareja | Cinema Paradiso                |
| 2   | Blaumut                                         | Coral·lí                       |
| 3   | Enric Verdaguer                                 | Mirant enrere                  |
| 4   | Pablo Alborán                                   | Ningú més que tu               |
| 5   | Ramón Mirabet                                   | Suau                           |
| 6   | Estrella Morente i Lluís Llach                  | Vida                           |
| 7   | Henry Méndez                                    | Un cor                         |
| 8   | Dúo Dinámico                                    | Ai, aquells ulls tan negres    |
| 9   | Anna Roig                                       | Pots somniar...                |
| 10  | Margarett                                       | No dubtaria                    |
| 11  | Solistes Oh happy day i Cor Conservatori Liceu  | La força de la vida            |
| 12  | Luz Casal                                       | Si pogués                      |
| 13  | Sanjosex i Amadeu Casas                         | Quan te'n vas no brilla el sol |
| 14  | The Mamzelles                                   | Jardí de roses                 |
| 15  | Okey OK i Gel                                   | Dona'm                         |
| 16  | Núria Graham                                    | Som fets l'un per a l'altre    |
| 17  | Kate Ryan                                       | Sé que tu lluitaràs            |
| 18  | Se Atormenta Una Vecina                         | Sintonia de La Marató          |